# نیژنیه سازوو
نیژنیه سازوو (انگلیسی: Nizhneye Sazovo) یک شهرک در شهرستان کوگارچینسکی جمهوری باشقیرستان در کشور روسیه است.